# 高輪
高輪（日语：／ Takanawa */?）是東京都港區境內的一個地區名，郵遞區號為108-0074。高輪町原則上包含了高輪一丁目至四丁目4個街區，涵蓋區域內人口為21,528人（2013年7月1日統計）。

## 概要
位於東京都港區南端，屬都心與郊外的邊界。江戶時代為江戶郊區，各藩在高地地區建設下屋敷（別墅）。明治時代以後，皇族、高官、財界人士在此定居，形成今日都心中知名的高級住宅區。根據2012年時鑽石週刊的調查，本地是東京23區內上市公司社長、會長最多人居住的區域。然而，過去許多宅邸已改建為飯店、公寓與公共設施。
區域內有以泉岳寺為首的多座寺社，形成綠意盎然、恬靜的住宅區。高輪東西兩側為國道1號（櫻田通）、國道15號（第一京濱），並有JR/新幹線/京急各線的品川站，都營淺草線泉岳寺站與高輪台站，以及東京地下鐵南北線/都營三田線白金高輪站等車站、交通非常便利。自2000年秋季白金高輪站啟用以後，櫻田通的沿線在2004、2005年間陸續興建了許多高層公寓大樓。
高輪地形屬南北向丘陵。東側為面海的斜坡，坡下通往沿海的東海道，也就是現在的國道15號（第一京濱）。當時江戶玄關口之稱的高輪大木戶遺跡在今日的高輪二丁目。西側往下可接國道1號與白金、白金台。

## 歷史
- 1524年（大永4年） - 高輪原之戰，北條氏綱與上杉朝興兩軍在此開戰，氏綱勝利拿下江戶城。
- 江戸時代初期 - 高輪依南北分為荏原郡上高輪村、下高輪村。
- 1662年（寛文2年） - 荏原郡上高輪村町奉行支配，脫離荏原郡成立芝田町、芝通新町、芝橫新町、芝伊皿子町、芝伊皿子台町、芝伊皿子七軒町、芝伊皿子明下町。一直到明治初年，本地仍稱作上高輪町。
- 1713年（正德3年） - 荏原郡下高輪村町奉行支配，脫離荏原郡成立高輪北町、高輪中町、高輪南町、高輪北橫町、高輪台町、高輪小台町。一直到明治初年，本地仍稱作下高輪町。
- 文化年間初期（1810年左右）葛飾北齋的畫作「阿蘭陀画鏡（おらんだえかがみ）江戶八景 高繩」描繪海岸線景色。
- 江戸時代後期，這裡以「廿六夜待ち」賞月名所而聞名。
- 1868年（明治元年） - 東京府成立，高輪地區屬東京府。
- 1869年（明治2年） - 高輪地區町域統廢合。上高輪町的芝伊皿子台町編入芝伊皿子町，芝伊皿子七軒町與芝伊皿子明下町各編入三田松坂町、芝三田四丁目。此外，下高輪町的高輪北橫町編入高輪北町，高輪中町編入高輪南町に，高輪小台町編入芝二本榎，寺社地成立心的下高輪町。
- 1872年（明治5年） - 日本第一條鐵路（新橋-橫濱）通車，品川站在高輪南町開業。武家地成立高輪西台町。
- 1878年（明治11年） - 芝區成立，高輪地區劃屬芝区。* 1889年（明治22年）5月1日 - 東京市成立，高輪地區屬東京市芝區。
- 1947年（昭和22年）、芝區與赤坂區、麻布區合併成立港區。高輪地區町名冠上「芝」。
- 1967年（昭和42年）7月1日 - 實施住居表示，高輪地區與部分芝白金地區成立現在的高輪。

### 地名由來
高輪地名源自戰國時代軍記物語中的「高繩原」。高繩是高繩手道的略稱，意為高地上的直路。穿越丘陵中心、南北走向的二本榎通，就如同通往高地的繩子一般。
根據《新編武藏風土記稿》，因此地有條高台（高地）的繩手道（直路）而稱為「高繩手」，後演變為「高繩」、「高輪」。
除此之外，也有說是源自吾妻鏡中的「高鼻和太郎」。
早期曾有高鼻和、高名輪、高繩、高畷等寫法。現在的「高輪」可追溯至1640年左右的《正保鄉帳》。

## 住居表示實施前後的町名變遷
| 實施後     | 實施年月日   | 實施前（各町名部分區域） |
| ---------- | ------------ | --- |
| 高輪一丁目 | 1967年7月1日 | 芝高輪西台町、芝君塚町、芝白金丹波町、芝二本榎本町、芝二本榎一丁目、芝三田松坂町、 芝伊皿子町、芝白金志田町、芝白金三光町、芝三田台町三丁目 |
| 高輪二丁目 | 1967年7月1日 | 芝車町、芝高輪台町、芝伊皿子町、芝高輪北町、芝二本榎一丁目、芝二本榎二丁目                                                                  |
| 高輪三丁目 | 1967年7月1日 | 芝下高輪町、芝高輪北町、芝高輪南町、芝二本榎二丁目、芝二本榎西町、芝白金猿町                                                                |
| 高輪四丁目 | 1967年7月1日 | 芝高輪南町 |

## 設施景點
高輪一丁目
- 白金高輪站
- 高輪皇族邸（舊高松宮邸）
- 魚籃坂
- 高輪地區總合支所
- 港區立高輪圖書館
- 港區立高松中學校
- 名光坂
- 天神坂
- 城市塔高輪
- 高輪The Residence

高輪二丁目
- 高輪Gateway站
- 泉岳寺
- 泉岳寺站
- 伊皿子坂
- NHK交響樂團
- 伊拉克大使館
- 高輪大木戶跡
- 港區立高輪台小學校
- 高輪中學校、高等學校
- 東海大學（高輪校區）
- 東海大學付属高輪台高等學校、中等部
- 斯里蘭卡大使館
- 高輪消防署二本榎出張所

高輪三丁目
- 高輪警察署
- 高野山東京別院
- Joint Residential不動產本社
- 衣索比亞大使館
- 馬拉威大使館
- 味之素紀念館
- TamaHome本社
- 東禪寺
- Sempo東京高輪病院
- 高輪皇家王子大飯店櫻花塔東京
- 高輪格蘭王子大飯店
- 新高輪格蘭王子大飯店
- SHINAGAWA GOOS
- The Hilltop Tower高輪台
- 公園塔高輪
- 高輪台站
- 品川站

高輪四丁目
- 品川王子大飯店
- 開東閣
- 冰島大使館
- 小糸製作所本社
- TechMatrix本社

## 交通
鐵路
- 品川站
  - （JR東日本）東海道線、橫須賀線、山手線、京濱東北線
  - （JR東海）東海道新幹線 - 車站所在地為港南。
  - 京濱急行電鐵本線
- 高輪Gateway站
  - JR東日本山手線、京濱東北線
- 白金高輪站
  - 東京地下鐵南北線、都營地下鐵三田線
- 泉岳寺站
  - 都營地下鐵淺草線、京濱急行電鐵本線
- 高輪台站
  - 都營地下鐵淺草線 - 車站所在地為白金台。

巴士
- 都營巴士
  - 品97、反96、反94、品93、反90、田87
- 東急巴士
  - 東98

道路
- 國道1號（櫻田通） - 魚籃坂下交差點-高輪台交差點
- 國道15號（第一京濱） - 泉岳寺交差點-八山橋交差點
- 東京都道312號白金台町等等力線（目黑通） - 清正公前交差點
- 東京都道415號高輪麻布線 - 魚籃坂下交差點-泉岳寺交差點

## 圖片

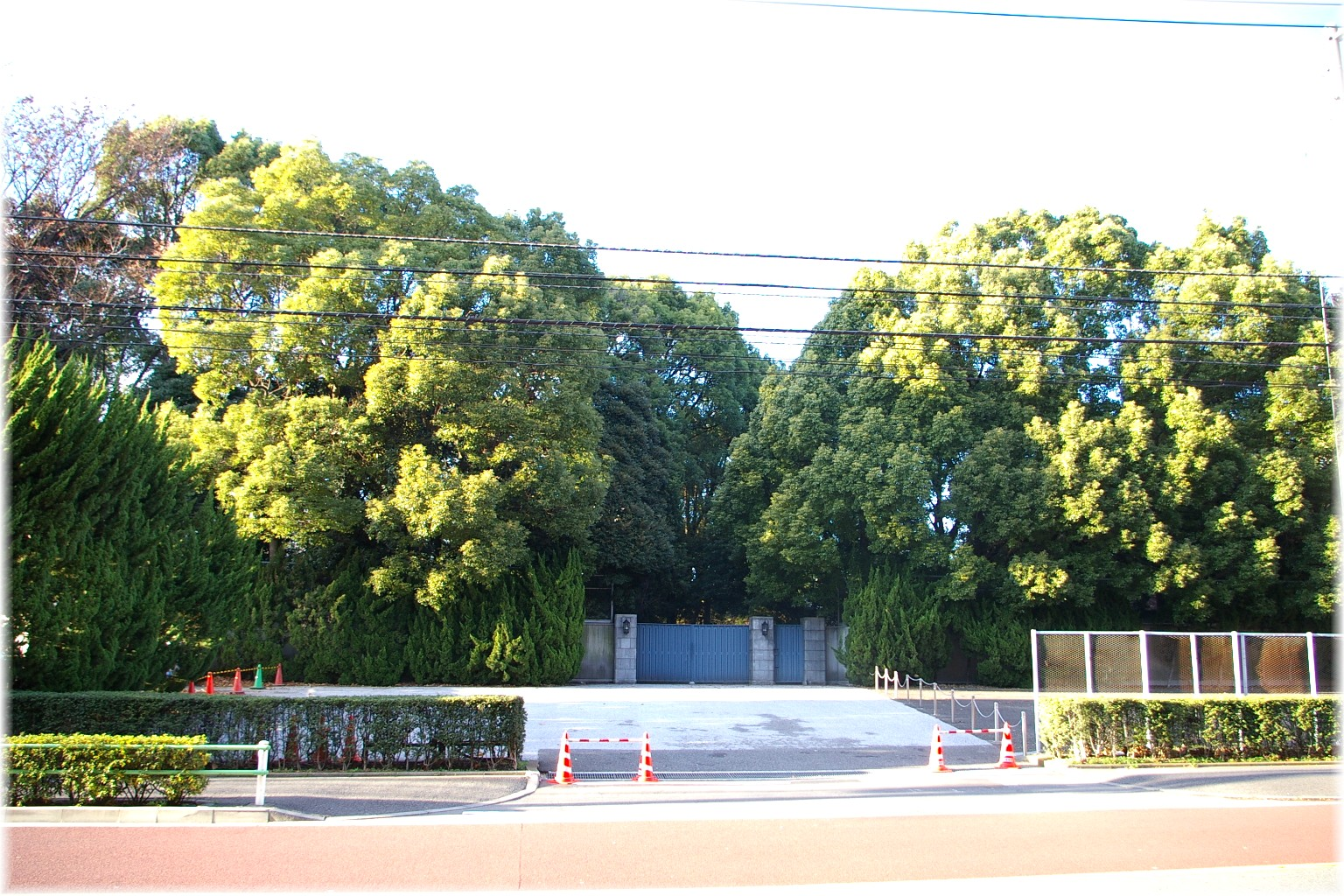
高輪皇族邸（舊高松宮邸）
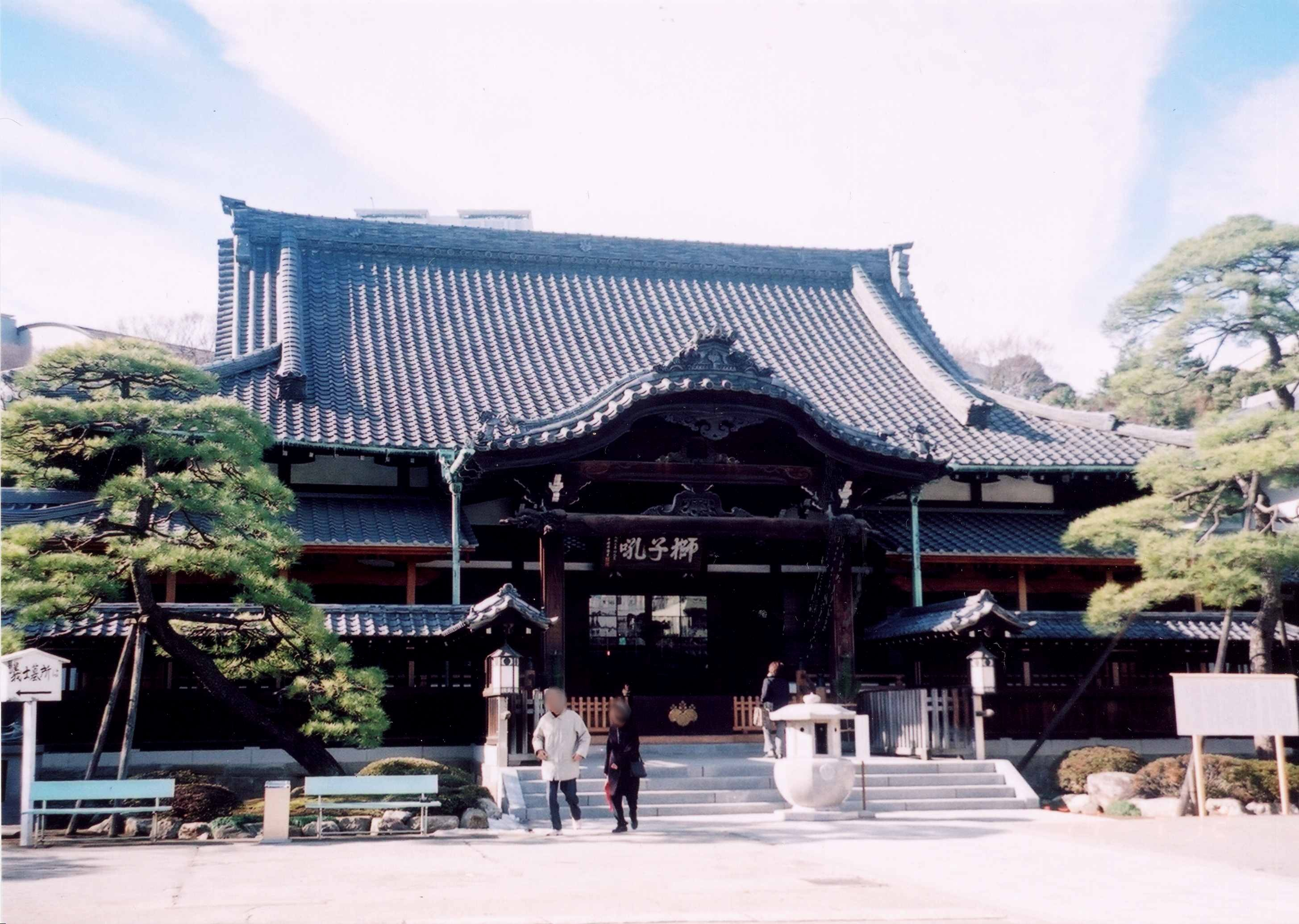
泉岳寺
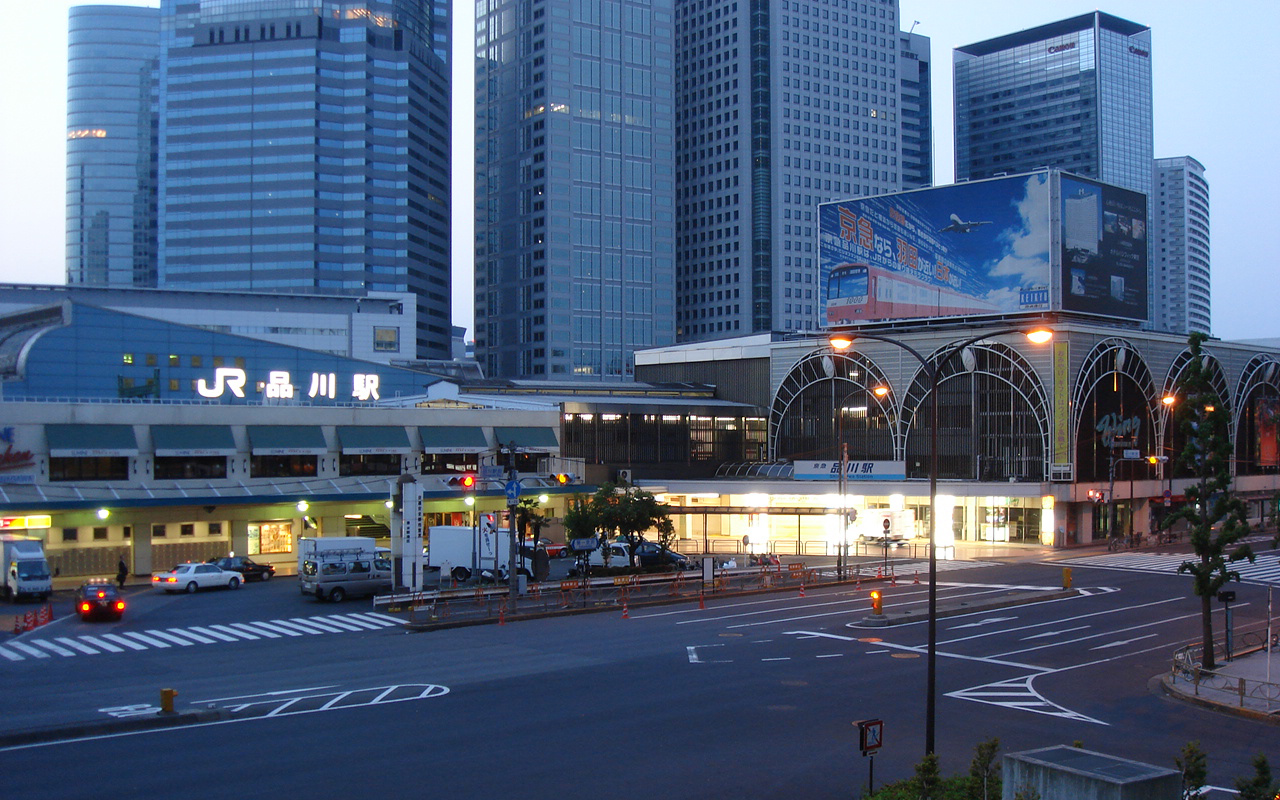
品川站高輪口
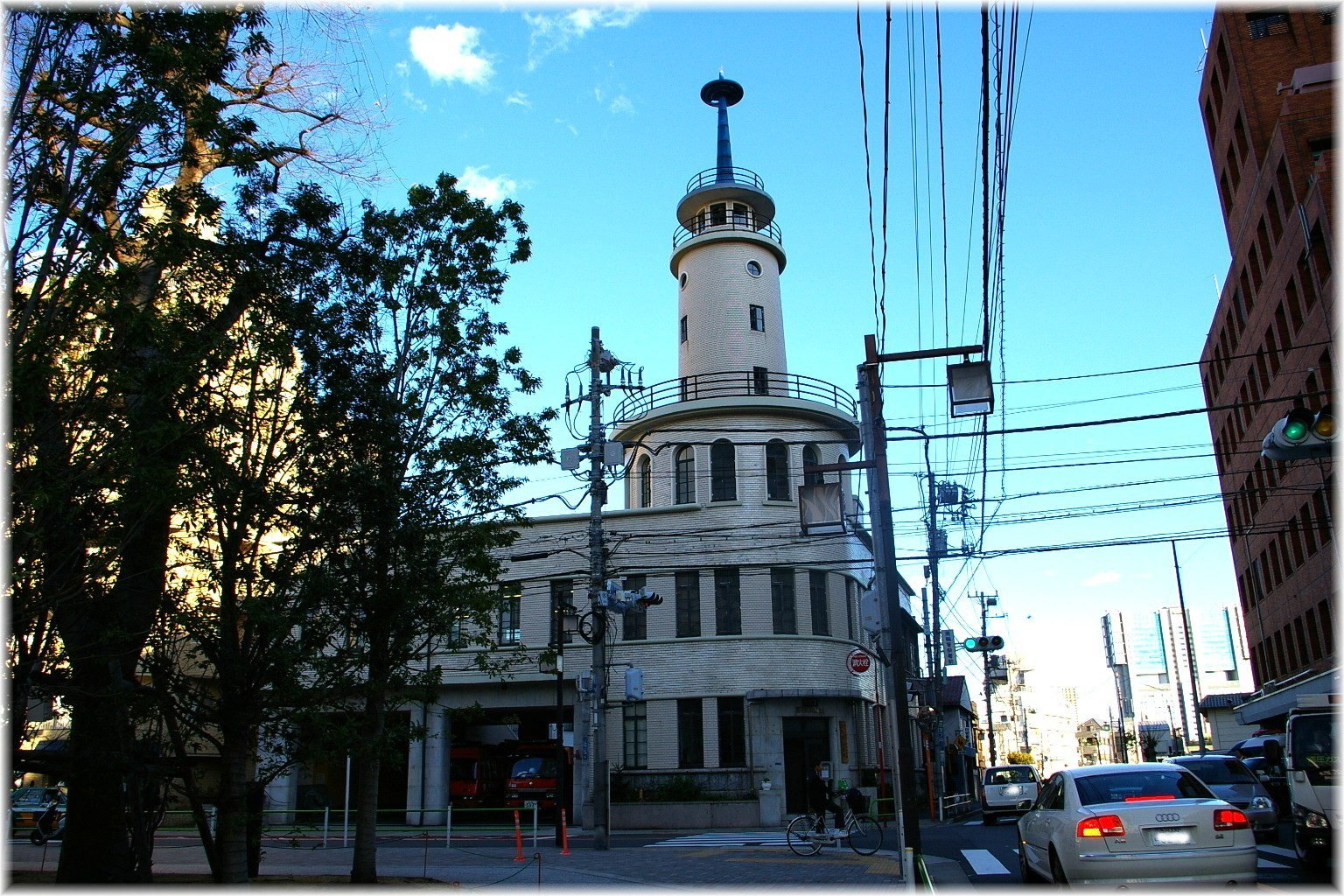
高輪消防署二本榎出張所

## 備註
1. ↑  .   [2013-08-08]. （原始内容存档于2016-03-06）.
2. ↑  大石学. . PHP研究所. 2001年3月. ISBN 978-4569615486 （日语）.
3. ↑  .   [2013-08-08]. （原始内容存档于2013-06-25）.